# Atheta boletophila
Atheta boletophila är en skalbaggsart som först beskrevs av Thomson 1856.  Atheta boletophila ingår i släktet Atheta, och familjen kortvingar. Arten är reproducerande i Sverige.